# Cazideroque
Cazideroque település Franciaországban, Lot-et-Garonne megyében. Lakosainak száma 246 fő (2022. január 1.). Cazideroque Valeilles, Anthé, Bourlens, Dausse, Tournon-d’Agenais, Trémons és Saint-Georges községekkel határos.

## Népesség
A település népességének változása:
| Lakosok száma | 261  | 223  | 244  | 247  | 232  | 230  | 230  | 238  | 242  | 246  |
|               | 1968 | 1982 | 1990 | 2006 | 2013 | 2015 | 2017 | 2019 | 2020 | 2022 |